# چانیتی
چانیتی (گرجی: ჭანიეთი) یک روستا در شهرداری ازورگتی ناحیه گوریا در غرب گرجستان است.